# 817 Annika
817 Annika је астероид главног астероидног појаса са пречником од приближно 22,05 .
Афел астероида је на удаљености од 3,054 астрономских јединица (АЈ) од Сунца, а перихел на 2,123 АЈ.
Ексцентрицитет орбите износи 0,179, инклинација (нагиб) орбите у односу на раван еклиптике 11,345 степени, а орбитални период износи 1521,561 дана (4,165 године).
Апсолутна магнитуда астероида је 10,80 а геометријски албедо 0,174.
Астероид је откривен 6. фебруара 1916. године.